# Air Busan
Air Busan Co., Ltd., được biết đến như là Air Busan (tiếng Hàn: 에어부산; Romaja: E-eo Busan) là một hãng hàng không giá rẻ khu vực của Busanjin-gu, Busan, Hàn Quốc. Hãng hàng không bắt đầu hoạt động từ năm 2007 với tên gọi Công ty Hàng không quốc tế Busan (tiếng Hàn: 부산국제항공; Romaja: Busan Gukje Hanggong); nó cung cấp các dịch vụ vào tháng 11 năm 2008.
Khi mới đưa vào sử dụng sân bay, đường bay từ Seoul–Busan, Air Busan chiếm 49.7% số ghế ngồi, trong khi các đối thủ cùng đường bay như Korean Air đạt 61.2%. Tuy nhiên, khoảng 5 tháng sau vào tháng 03 - 2009, Air Busan's đã đánh bại đối thủ để vươn lên 54.7% so với 54.1%. Đối với đường bay Busan-Jeju, Air Busan luôn luôn dẫn đầu, chiếm 77.7% tổng lượng khách. Hãng đã chia sẻ bớt các chuyến bay quan trọng của mình cho công ty mẹAsiana với 4 đường bay.

## Lịch sử hoạt động

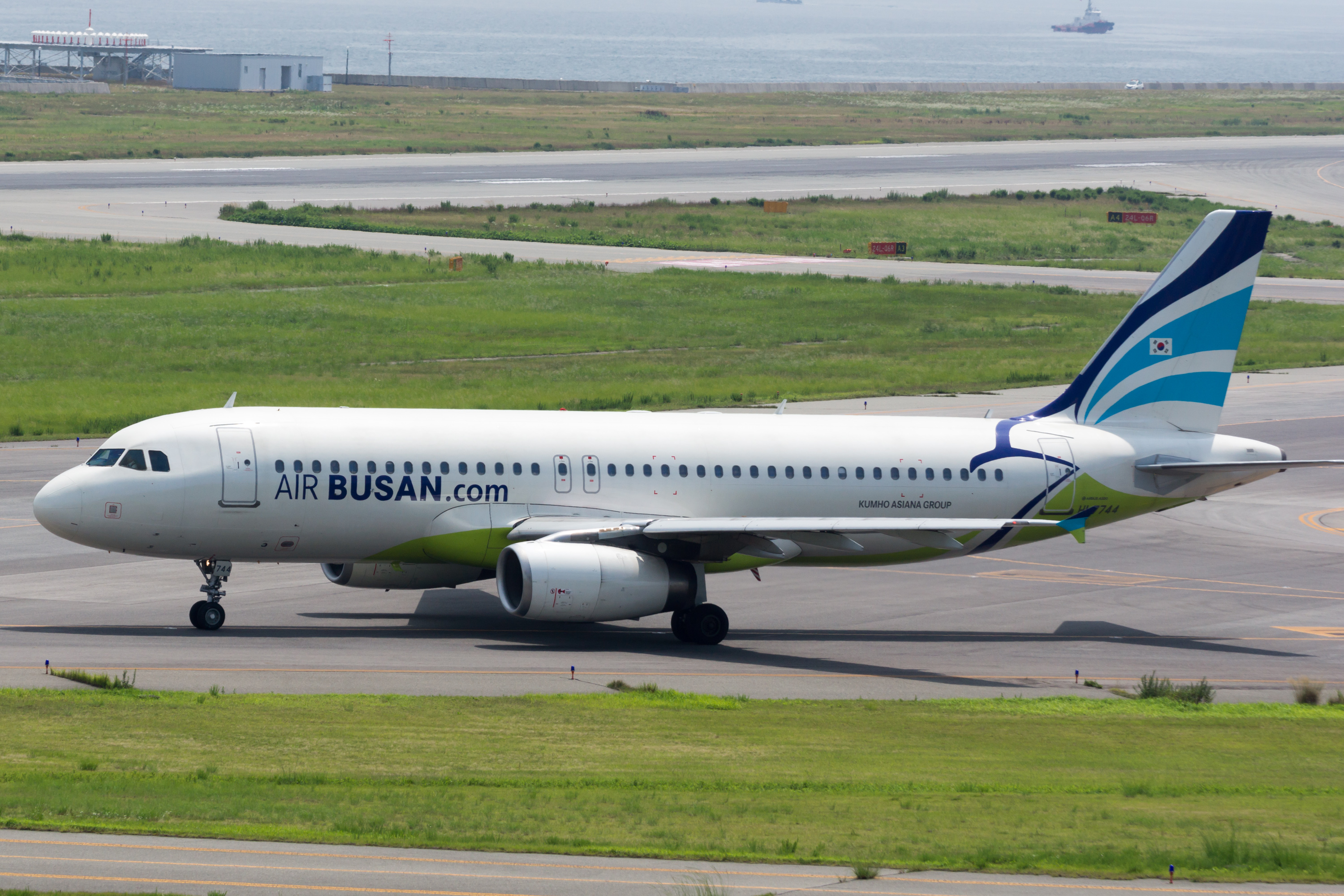
Air Busan Airbus A320 tại Sân bay quốc tế Kansai, Osaka, Nhật Bản. (2015)

### 2007
- Tháng 07 - Điều hành Ủy ban thành lập sân bay Quốc tế Busan.
- Tháng 08 - Thành lập sân bay Quốc tế Busan (Busan International Airlines Co., Ltd).

### 2008
- Tháng 01 - Thay đổi tên hợp tác thành Công ty TNHH Air Busan (Air Busan Co., Ltd.).
  - Ký hiệp ước đầu tư với thành phố Busan và Asiana Airlines.
- Tháng 04 - Ký hiệp ước mua máy bay (5 B737s)
- Tháng 05 - Thành phố Busan quyết định trở thành cổ đông của Air Busan
  - Tuyển dụng nhân sự mới đầu tiên và các nhân viên giàu kinh nghiệm.
- Tháng 06 - Nhận giấy phép vận chuyển hàng không dân dụng.
- Tháng 08 - Tuyển dụng nhân viên đợt thứ hai.
- Tháng 10 - Mở trung tâm lưu trữ và trang web.
  - Thành lập các đại lý tại sân bay Gimpo và sân bay Quốc tế Jeju international.
  - Nhận máy bay B737-500 thứ 2
  - Bắt đầu chuyến bay giữa Busan và Gimpo
- Tháng 11 - Nhận máy bay B737-500 thứ 3.
- Tháng 12 - Bắt đầu chuyến bay giữa Busan và Jeju

### 2009
- Tháng 01 - Tuyển dụng nhân sự lần thứ 3.
- Tháng 03 - Ký kết hợp đồng kinh doanh với Văn phòng giáo dục của Chính quyền thành phố BusanMarch
  - Nhận máy bay B737-400 thứ 4.
  - Mở rộng chuyến bay giữa Busan và Gimpo lên 28 chuyến một ngày.
- Tháng 04 - Ký kết hợp đồng thương mại với Busan I’Park
  - Nhận máy bay B737-400 thứ 5.
  - Ký kết hợp đồng thương mại với BEXCO
- Tháng 06 - Mở rộng chuyến bay giữa Busan và Jeju lên 20 chuyến mỗi ngày.
  - (Chuyên bay giữa Busan và Gimpo lên 30 chuyến).
- Tháng 08 - Ký hợp đồng thương mại với phòng Công Thương Jeju.
  - Số lượng chuyến bay đạt mức 10,000 mark trong 299 ngày hoạt động.
- Tháng 09 - Số lượng hàng khách tiến tới 1 triệu lượt.
- Tháng 11 - Nhận giải thưởng Phát triển dịch vụ tốt nhất, do hiệp hội quản lý Đại Hàn trao tặng - Korea Management Association (KMA)

### 2010

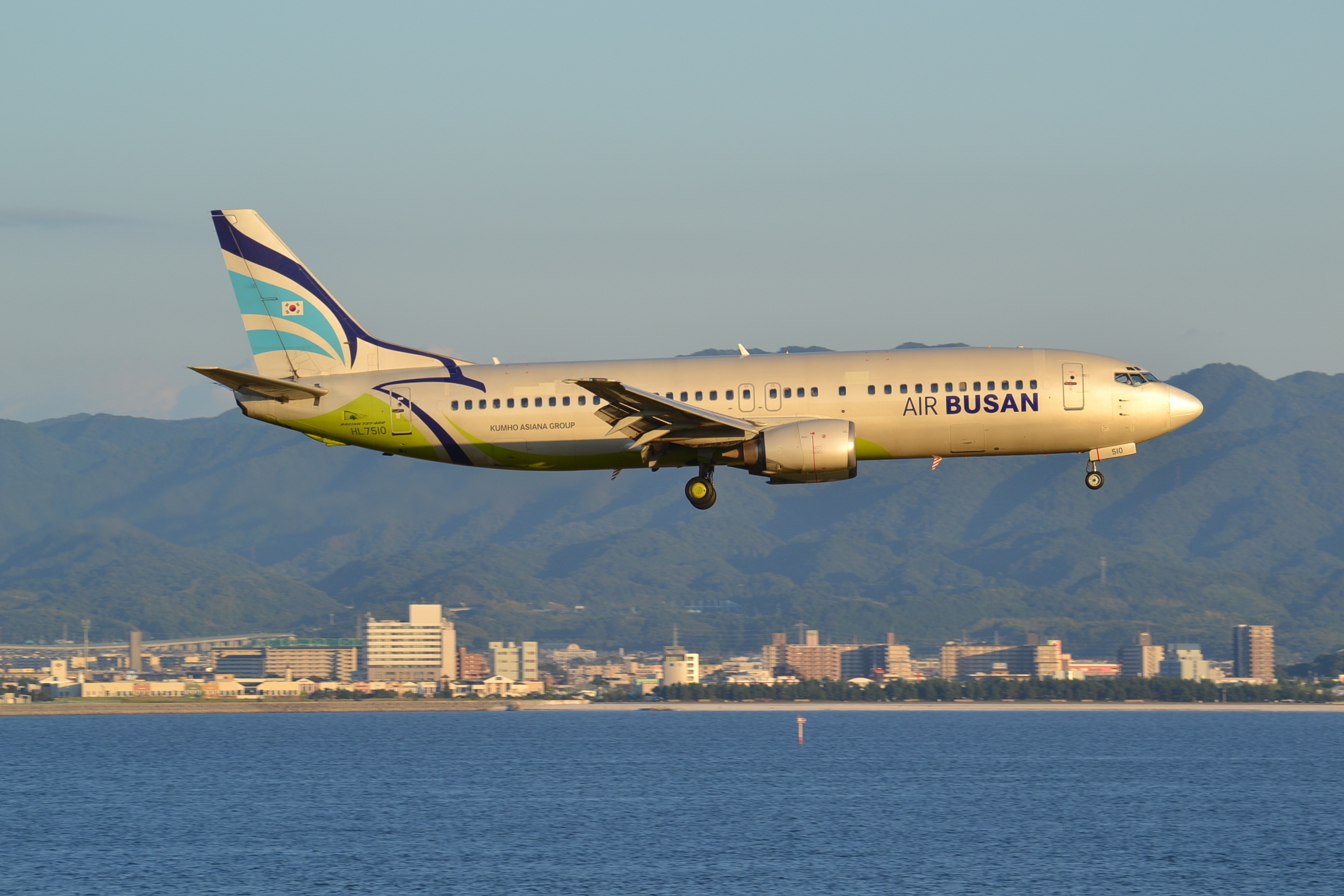
Boeing 737-400 hạ cánh tại Kansai International Airport, Osaka, Japan. (2013)

- Tháng 2—Bắt đầu nhận máy bay B737-400
- Tháng 3—Bắt đầu chuyến bay giữa Busan và Fukuoka
- Tháng 4—Số lượng hành khách đạt 2 triệu lượt
  - Bắt đầu chuyến bay giữa Busan và Osaka
- Tháng 5—Giành giải thương hiệu uy tín Hàn Quốc 2010
- Tháng 9—Số lượng hành khách đạt 3 triệu lượt

### 2011
- Tháng 1—Tiếp nhận máy bay Airbus A321-200 đầu tiên

## Thỏa thuận liên danh
- All Nippon Airways
- Asiana Airlines

## Tuyến bay
Tính đến tháng 12 năm 2022:
| Quốc gia             | Tỉnh/Thành phố        | Sân bay                                    | Ghi chú  |
| -------------------- | --------------------- | ------------------------------------------ | -------- |
| Campuchia            | Siem Reap             | Sân bay quốc tế Xiêm Riệp                  |          |
| Trung Quốc           | Thành Đô              | Sân bay quốc tế Song Lưu Thành Đô          |          |
| Trung Quốc           | Hải Khẩu              | Sân bay quốc tế Mỹ Lan Hải Khẩu            |          |
| Trung Quốc           | Ninh Ba               | Sân bay quốc tế Lịch Xã Ninh Ba            |          |
| Trung Quốc           | Tam Á                 | Sân bay quốc tế Phượng Hoàng Tam Á         |          |
| Trung Quốc           | Thâm Quyến            | Sân bay quốc tế Bảo An Thâm Quyến          |          |
| Trung Quốc           | Tây An                | Sân bay quốc tế Hàm Dương Tây An           |          |
| Trung Quốc           | Diên Cát              | Sân bay quốc tế Triều Dương Xuyên Diên Cát |          |
| Trung Quốc           | Trương Gia Giới       | Sân bay quốc tế Hà Hoa Trương Gia Giới     |          |
| Guam                 | Hagåtña               | Sân bay quốc tế Antonio B. Won Pat         |          |
| Hong Kong            | Hồng Kông             | Sân bay quốc tế Hồng Kông                  |          |
| Nhật Bản             | Fukuoka               | Sân bay Fukuoka                            |          |
| Nhật Bản             | Kitakyushu            | Sân bay Kitakyushu                         |          |
| Nhật Bản             | Nagoya                | Sân bay quốc tế Chubu                      |          |
| Nhật Bản             | Osaka                 | Sân bay quốc tế Kansai                     |          |
| Nhật Bản             | Sapporo               | Sân bay Chitose mới                        |          |
| Nhật Bản             | Tokyo                 | Sân bay quốc tế Narita                     |          |
| Lào                  | Viêng Chăn            | Sân bay quốc tế Wattay                     |          |
| Macau                | Ma Cao                | Sân bay quốc tế Ma Cao                     |          |
| Malaysia             | Kota Kinabalu         | Sân bay quốc tế Kota Kinabalu              |          |
| Mông Cổ              | Ulaanbaatar           | Sân bay quốc tế Thành Cát Tư Hãn           |          |
| Quần đảo Bắc Mariana | Saipan                | Sân bay quốc tế Saipan                     |          |
| Philippines          | Cebu                  | Sân bay quốc tế Mactan-Cebu                |          |
| Philippines          | Clark                 | Sân bay quốc tế Clark                      | 5/1/2023 |
| Philippines          | Kalibo                | Sân bay quốc tế Kalibo                     | Theo mùa |
| Nga                  | Vladivostok           | Sân bay quốc tế Vladivostok                |          |
| Hàn Quốc             | Busan                 | Sân bay quốc tế Gimhae                     | Căn cứ   |
| Hàn Quốc             | Jeju                  | Sân bay quốc tế Jeju                       |          |
| Hàn Quốc             | Seoul                 | Sân bay quốc tế Gimpo                      |          |
| Hàn Quốc             | Seoul                 | Sân bay quốc tế Incheon                    |          |
| Đài Loan             | Cao Hùng              | Sân bay quốc tế Cao Hùng                   |          |
| Đài Loan             | Đài Bắc               | Sân bay quốc tế Đào Viên Đài Loan          |          |
| Thái Lan             | Bangkok               | Sân bay quốc tế Suvarnabhumi               |          |
| Việt Nam             | Đà Nẵng               | Sân bay quốc tế Đà Nẵng                    |          |
| Việt Nam             | Hà Nội                | Sân bay quốc tế Nội Bài                    |          |
| Việt Nam             | Thành phố Hồ Chí Minh | Sân bay quốc tế Tân Sơn Nhất               |          |
| Việt Nam             | Nha Trang             | Sân bay quốc tế Cam Ranh                   |          |

### Thỏa thuận liên danh
- All Nippon Airways
- Asiana Airlines

## Đội bay

### Đội bay hiện tại

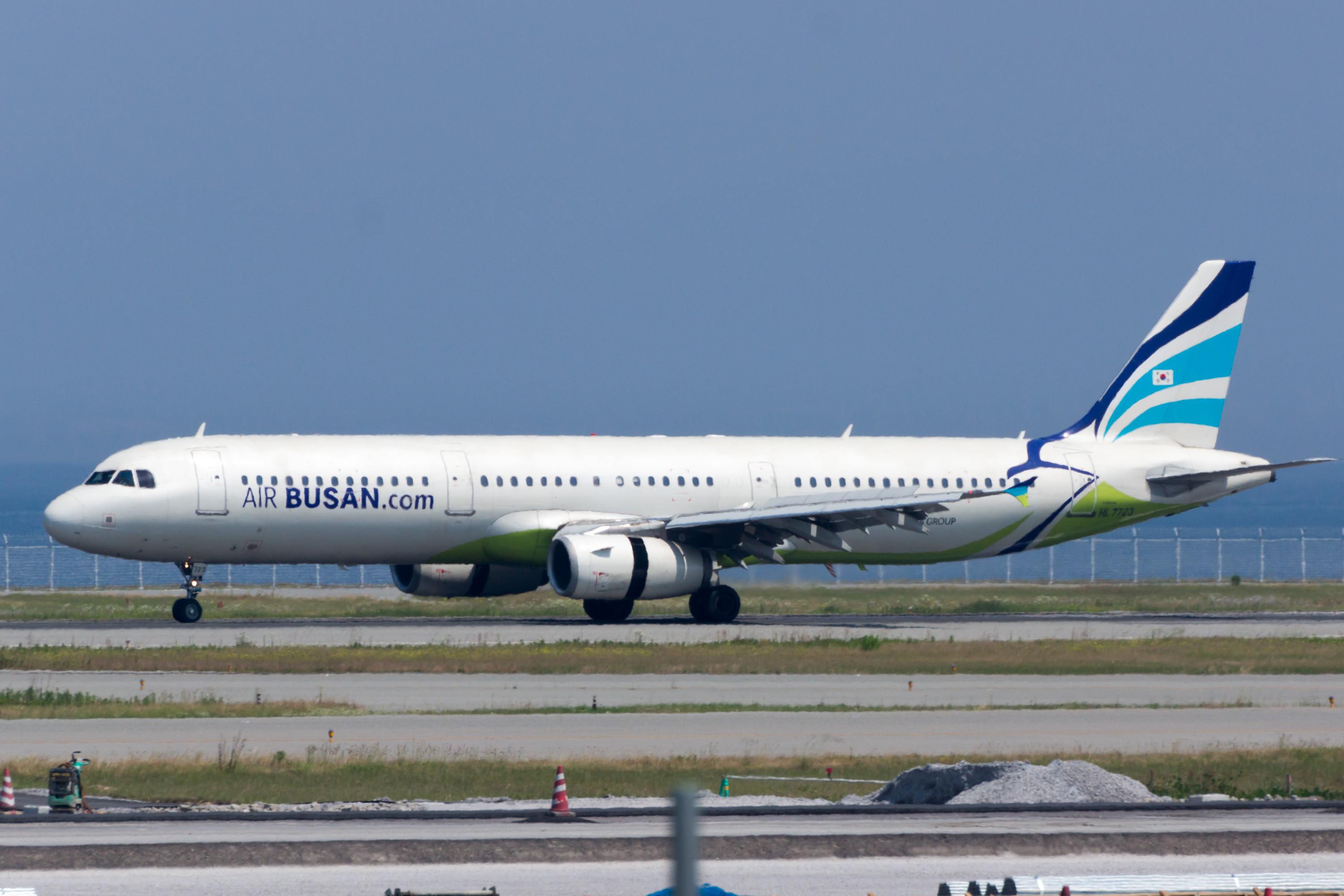
Một chiếc Airbus A321 của Air Busan tại sân bay quốc tế Kansai, Osaka, Nhật Bản. (2015)

Độ tuổi trung bình đội bay tính đến tháng 2 năm 2023 là 10.6 năm.
Tính đến tháng 2 năm 2023, đội tàu bay của Air Busan gồm các máy bay sau:
| Tàu bay            | Đang hoạt động | Đặt hàng | Số khách | Số khách | Số khách  | Ghi chú |
| Tàu bay            | Đang hoạt động | Đặt hàng | W        | Y        | Tổng cộng | Ghi chú |
| ------------------ | -------------- | -------- | -------- | -------- | --------- | ------- |
| Airbus A320-200    | 6              | —        | —        | 180      | 180       |         |
| Airbus A321-200    | 9              | —        | —        | 195      | 195       |         |
| Airbus A321-200    | 9              | —        | —        | 220      | 220       |         |
| Airbus A321neo ACF | 4              | —        | —        | 232      | 232       | [ 7 ]   |
| Airbus A321LR      | 2              | —        | —        | 220      | 220       |         |
| Tổng cộng          | 21             | —        |          |          |           |         |

### Đội bay từng hoạt động
| Tàu bay         | Tổng | Năm đưa vào sử dụng | Năm kết thúc sử dụng | Ghi chú |
| --------------- | ---- | ------------------- | -------------------- | ------- |
| Airbus A320-200 | 2    | 2016                | 2022                 |         |
| Airbus A321-200 | 8    | 2011                | 2022                 |         |
| Boeing 737-400  | 4    | 2009                | 2016                 |         |
| Boeing 737-500  | 3    | 2008                | 2016                 |         |